# 斯派克·科恩
杰里米·斯派克·科恩（英語：Jeremy "Spike" Cohen，1982年6月28日—）是一位美国活动家、企业家和播客。他是自由意志党提名的2020年美国副总统候选人，是乔·乔根森的竞选伙伴。

## 早年生活
斯派克·科恩于1982年出生在马里兰州的巴尔的摩。科恩的父亲是犹太人，他作为一个弥赛亚犹太人长大，经历了犹太教成人礼。
16岁时，科恩开始学习网页设计，随后在几年内建立了一家成功的企业。2016年，33岁的科恩被诊断出患有多发性硬化症。他卖掉了自己的网页设计业务，把注意力转向了自由意志主义行动主义。科恩是Muddied Waters Media的播客。他称其名字中的“斯派克”来源于1986年的儿童电影《小马宝莉：那部电影》中的角色斯派克。

## 职业生涯

### 2020年副总统竞选
斯派克·科恩在2020年自由意志党总统初选中，作为总统候选人“害虫·至上”的竞选伙伴参加竞选，并积极参与竞选活动。
2020年5月23日，“害虫·至上”在自由意志党总统初选中输给了乔·乔根森，但科恩仍在竞选该党的副总统候选人。乔根森更喜欢约翰·蒙兹做她的竞选搭档，而不是科恩和肯·阿姆斯特朗，但尽管如此，经过三轮投票，科恩还是以533张代表票击败了蒙兹，后者获得了472张选票。作为自由意志党的副总统候选人，科恩成为继2000年美国总统选举的乔·利伯曼之后第一位犹太裔政党副总统候选人。

## 政治立场
斯派克·科恩声明，他和乔根森的政纲源自自由意志党的纲领。这包括通过缩小政府规模来减少国家债务、进行广泛的刑事司法改革和立即释放因无被害人犯罪而被监禁的人、警察非军事化和建立警察问责方案。

## 个人生活
斯派克·科恩有一个妻子，名叫塔莎，两人于2010年结婚。